# Perizoma ablutata
Perizoma ablutata är en fjärilsart som beskrevs av Eduard Friedrich Eversmann 1844. Perizoma ablutata ingår i släktet Perizoma och familjen mätare. Inga underarter finns listade i Catalogue of Life.